# Dendryphion papaveris
Dendryphion papaveris är en svampart som först beskrevs av Sawada, och fick sitt nu gällande namn av Sawada 1959. Dendryphion papaveris ingår i släktet Dendryphion och familjen Pleosporaceae.   Inga underarter finns listade i Catalogue of Life.